# Herbalife
Herbalife International Ltd. (NYSE: HLF) è un'azienda globale che opera nel settore alimentare del controllo del peso e della cura della pelle. È stata fondata nel 1980 e conta circa 8.900 dipendenti in tutto il mondo. Herbalife riporta vendite nel 2019 pari a 4,9 miliardi di dollari USA, la sede si trova a Los Angeles, California, USA - la sede fiscale si trova nelle Isole Cayman. nel 2023 è risultata l'azienda di integratori alimentari che fattura più di ogni altra azienda analoga al mondo.
L'azienda distribuisce i suoi prodotti in 94 Nazioni (dati del 2018) attraverso una rete vendita di circa 2.7 milioni di distributori indipendenti; i distributori indipendenti Herbalife possono ottenere profitto sia dalla vendita diretta dei prodotti che da commissioni addizionali che l'azienda attribuisce attraverso il sistema del "network marketing".
Herbalife è stata oggetto di una indagine, iniziata nel 2015, da parte della FTC statunitense (Federal Trade Commission), con l'accusa di aver messo in atto una forma di marketing piramidale. Nel luglio 2016, Herbalife ha patteggiato con la FTC una sanzione di complessivi 200 milioni di dollari, facendo conseguentemente cadere le accuse di schema piramidale: la società, inoltre, ha accettato di rivedere profondamente il proprio modello di business e reclutamento/formazione dei venditori, nonché di rimborsare 350 mila distributori indipendenti per le perdite patrimoniali che hanno subito nel tempo.

## Storia
Nel febbraio 1980, Mark Reynolds Hughes, incominciò a vendere i prodotti originali Herbalife per la perdita di peso direttamente dal baule della sua auto. Egli ha più volte dichiarato che ad ispirarlo era stata la morte di sua madre Joanne quando lui aveva 18 anni «a causa di un'overdose accidentale di pillole dimagranti prescrittele dal medico». Il suo obiettivo diventò quello di cambiare in meglio le abitudini alimentari della gente.
Reynolds Hughes adottò il sistema del "network marketing" per la distribuzione, l'azienda attirò migliaia di distributori che vendevano i prodotti porta-a-porta od attraverso il passa-parola, senza utilizzare quindi i tradizionali canali distributivi della vendita al dettaglio.
Lo slogan "Vuoi Perdere Peso? Chiedimi Come!" (originariamente "Lose Weight Now, Ask me How") divenne un tema costante di marketing per i distributori, evidenziato su spille, manifesti e poster. I metodi di reclutamento includevano seminari in cui i distributori stessi fornivano testimonianze sulla loro esperienza di perdita di peso ottenuta utilizzando le soluzioni Herbalife ed una lettera con la firma di Hughes. Nel 1982 Herbalife raggiunse un volume di vendite pari a 2 milioni di dollari statunitensi e si estese in Canada.
Nel 1985 il procuratore generale della California ha denunciato l'azienda, contestando la falsità delle dichiarazioni in merito all'efficacia dei prodotti venduti e l'adozione di una struttura societaria di tipo piramidale . Il processo si è concluso con un patteggiamento da 850.000 dollari. Resta celebre la frase con cui Mark Hughes si rivolse in aula ai suoi accusatori (esponenti di alcune case farmaceutiche, medici, nutrizionisti, ecc.): "Voi sicuramente siete più esperti di me per quel che riguarda la nutrizione e avete pieni titoli per consigliare come perdere peso; ma ditemi: se siete così esperti di nutrizione, come mai siete tutti in evidente sovrappeso?" Nel 1986 Herbalife divenne un'azienda a partecipazione pubblica quotata al NASDAQ e nel 1986 raggiungeva 1 miliardo USD di volume di vendita annuale.
Mark Hughes morì all'età di 44 anni. L'autopsia eseguita nel Los Angeles County Coroner dichiarò che la morte dell'imprenditore fu causata da una overdose di farmaci assunti per curare una malattia polmonare (Mark era stato dimesso dall'ospedale e nonostante il parere contrario dei medici che consigliavano di stare a riposo, volle ugualmente partecipare ad un evento internazionale per parlare ai "suoi" distributori). L'azienda continuò comunque la sua crescita nonostante la morte del fondatore e nel 2002 fu acquistata da J.H. Whitney & Company e Golden Gate Capital per 685 milioni USD e tornò ad essere a capitale privato.
Nell'aprile 2003 Michael O. Johnson divenne amministratore delegato di Herbalife dopo 17 anni di carriera nella The Walt Disney Company, dove per gli ultimi 3 anni ricoprì il ruolo di presidente. Il 16 dicembre 2004, l'azienda ha avuto un'offerta pubblica iniziale al NYSE di 14.500 000 azioni a $ 14/azione. Nel 2004 il volume di vendita annuale riportava 1.3 miliardi USD. Nell'aprile 2005 l'azienda celebrò il 25º anniversario della fondazione con un evento di 4 giorni a cui parteciparono circa 35.000 distributori da tutto il mondo. Ad agosto 2005 il Dott. Steve Henig divenne direttore del centro medico scientifico, responsabile per la ricerca e lo sviluppo dei prodotti. Nel 2008 il presidente Greg Robert si dimise dopo che fu riportato che non aveva completato gli studi di laurea per l'MBA che aveva invece dichiarato nel suo curriculum.
Il 1º giugno 2017 Herbalife ha nominato Richard Goudis nuovo chief executive (Ceo) al posto di Michael Johnson, che diventerà presidente esecutivo della società dei prodotti per la cura del corpo e per il controllo del peso.

### Herbalife Family Foundation
Nel 1994 il fondatore Mark Hughes creò la Herbalife Family Foundation (HFF), una fondazione no-profit che si occupa di migliorare le condizioni di vita dei bambini che hanno problemi in famiglia e di salute e supporta le loro famiglie fornendogli prodotti nutritivi.
Inoltre, la HFF partecipa spesso in caso di disastri naturali all'opera di sostegno a favore di vittime e soccorritori.
Nel 2005, la fondazione ha introdotto il programma casa Herbalife per aiutare attraverso la fornitura di prodotti nutritivi diverse strutture di carità a sostegno dell'infanzia. Il programma supporta più di 70 strutture in 6 continenti.

## Prodotti
La gamma di prodotti Herbalife include prodotti sia per la nutrizione interna (frullati, snack proteici, integratori nutrizionali, energetici, prodotti per il fitness), sia per la nutrizione esterna (cura della pelle, detergenti, creme idratanti, prodotti anti-età e profumi). Il frullato "Formula 1", un sostituto del pasto a base di proteine nobili di soia, è il prodotto di punta dell'azienda ed è stato uno dei primi ad essere commercializzato. La gamma include inoltre prodotti per esigenze specifiche per il benessere del sistema cardiovascolare, digestivi e per la cura della pelle. Alcuni prodotti sono adatti a vegetariani, kosher or ḥalāl ed Herbalife fornisce testimonianze ed informazioni da professionisti in salute come parte del marketing dei prodotti. Dalla seconda metà del 2011 sono anche commercializzati prodotti senza glutine.
Secondo il rapporto 2009-10K, molti dei prodotti per il controllo del peso, nutrizionali e cura della persona sono prodotti da aziende di terze parti o prodotti presso i centri di proprietà Herbalife in Cina e in Messico. Molti altri sono prodotti invece negli stabilimenti di Lake Forest, California. Herbalife sta al momento facendo modifiche agli stabilimenti di recente acquisizione in modo da aumentare la produzione.
Nell'ottobre 2010, Herbalife organizzò una cerimonia a Hangsha, Khanh Hoa Province, Viet Nam per celebrare il nuovo polo di estrazione botanica, per ottenere polveri e composti naturali che trovano impiego nei suoi prodotti di nutrizione interna ed esterna. Questo nuovo stabilimento è entrato in attività nella seconda metà del 2011 ed acquista i generi botanici direttamente dai contadini della provincia di Hunan, della Cina e di altre regioni, eseguirà i processi di estrazione e conversione e fornirà questi semilavorati direttamente ai siti Herbalife situati a Suzhou in Cina e a Lake Forest in California, e ad altri produttori nel mondo. Il nuovo stabilimento produrrà estratti da piante di tè, guaranà, camomilla, broccoli e mirtilli tra gli altri che trovano impiego in molti dei suoi prodotti.

## Controversie e studi
Oggi Herbalife è l'azienda di integratori che fattura più di ogni altra al mondo. Alcuni dei prodotti originali Herbalife per il controllo del peso contenevano ingredienti vietati in America come Ma Huang o Sida cordifolia, due erbe che contengono efedrina, un controllore dell'appetito. L'utilizzo dell'efedrina fu bloccato nel 2002 dopo che diversi Stati USA vietarono l'uso di sorgenti botaniche di alcaloidi di efedrina negli integratori. La Food and Drug Administration, l'organismo di controllo delle sostanze alimentari, mise al bando gli integratori alimentari contenenti efedrina nell'anno 2004.
Nel 2005 il Ministero della Salute di Israele avviò un'investigazione a carico di Herbalife dopo che a dodici persone che usavano i suoi prodotti furono diagnosticati problemi di fegato.I prodotti Herbalife furono accusati di contenere ingredienti tossici come il Qua-qua, il Kompri e il Kraska. I prodotti vennero analizzati dal laboratorio Bio-Medical Research Design LTD (B.R.D), da un laboratorio privato negli Stati Uniti e dal laboratorio del Centro Forense di Ricerca di Israele. L'azienda rilasciò un comunicato stampa in cui dichiarò, che il Governo Israeliano e gli scienziati che lavorano per Herbalife non erano in grado di stabilire un collegamento tra il prodotto e i casi di problemi al fegato che si erano manifestati. Ad ogni modo Herbalife ritirò il prodotto, che comunque veniva commercializzato solo in Israele. Il comunicato Herbalife SEC 10-Q riporta, che anche il Ministero della Salute di Israele non provò una relazione tra il prodotto e i problemi al fegato. Il Ministero avvisò le persone coinvolte che subirono il danno al fegato di evitare integratori dietetici. Nel 2009 una donna israeliana accusò Herbalife International ed Herbalife Israel, dichiarando che i suoi problemi al fegato si erano manifestati a causa dell'uso di prodotti Herbalife.
Studi scientifici condotti nel 2007 da dottori della University Hospital di Berna, Svizzera, e la Liver Unit della Hadassah-Hebrew University Medical Center in Israele trovarono una associazione tra il consumo di prodotti a base di erbe come Herbalife e l'epatite. In risposta, il Ministero della Salute Spagnolo rilasciò una nota chiedendo di fare attenzione al consumo di prodotti Herbalife. Herbalife ha sempre dichiarato di collaborare pienamente con le autorità spagnole.
Il 10 maggio 2008 un'accusa fu depositata da parte di una donna, che lamentava che lo sviluppo di problemi legati al malfunzionamento del suo fegato era il risultato di una combinazione di prodotti Herbalife. L'accusa fu avanzata dall'avvocato Christopher Grell, cofondatore del Dietary Supplement Safety Committee e associato di Barry Minkow(). Il 17 giugno 2008 l'accusa fu estesa ai distributori che fornivano i prodotti alla donna, con Grell che lanciò un sito internet per offrire assistenza a persone, che pensavano di essere state danneggiate dai prodotti Herbalife. Nell'agosto 2008, Minkow ritrasse tutte le accuse contro Herbalife ed eliminò qualsiasi riferimento all'azienda dal sito.

## Modello di business
Herbalife è un'azienda che utilizza i sistemi di distribuzione denominato multi-level marketing o Network marketing. 
Questo modello permette ai distributori di ottenere guadagni sia dalla vendita che da commissioni sulle vendite dei cosiddetti distributori in downline.
Herbalife Italia S.p.A. è iscritta ad organi di tutela del Consumatore e del Distributore come Avedisco e Federsalus.
Nel suo report al U.S. Securities and Exchange Commission (SEC), la dirigenza aziendale ha relazionato riguardo problemi derivanti in passato da una inappropriata pratica del suo modello distributivo e la negativa ricaduta che si è verificata e quindi il bisogno di mettere in atto contromisure per evitare il ripetersi. Ogni anno i "sales leader" devono riqualificarsi e quelli, che non hanno raggiunto i requisiti per mantenere questo status, vengono invece rimossi .
Nel 2004 è stata risolta una class-action da parte di 8'700 distributori sia in attività che non, che accusavano l'azienda di "condurre uno schema a piramide". Sono stati pagati un totale di 6 milioni di dollari USA, ma i difensori non hanno mai ammesso alcuna colpevolezza.
I distributori indipendenti non sono medici e non sono tenuti ad avere preparazione in campo medico; infatti il consulente Herbalife si limita a commercializzare il prodotto, che dispone di una regolare etichetta a norma di legge e che riporta anche le modalità d'uso e gli ingredienti contenuti nel prodotto. Dunque, non essendo nutrizionisti, nessuno di loro può consigliare o prescrivere diete.
Herbalife, nel tempo, è stata oggetto di critiche per il proprio sistema di vendita, definito dai detrattori uno "schema piramidale", mentre dalla società come un regolare modello di Multi Level Marketing. Nel 2015 la società è stata indagata (per circa due anni) da parte della Federal Trade Commission statunitense (organismo di controllo e tutela dei consumatori del Governo americano), con l'accusa di avere elaborato un complesso "pyramid scheme" (schema piramidale) di vendita. Nel luglio 2016 Herbalife ha patteggiato con la FTC una sanzione di 200 milioni di dollari, così facendo conseguentemente cadere le accuse di aver creato uno "schema piramidale" di vendita: la società, inoltre, ha concordato con la FTC una profonda revisione del proprio modello di business e di reclutamento/formazione dei venditori. Herbalife, inoltre, a seguito dell'accordo con la FTC si è impegnata a rimborsare circa 350'000 distributori indipendenti per le perdite patrimoniali, che hanno subito a seguito della attività.
Herbalife sponsorizza numerosi atleti, squadre sportive e manifestazioni sportive a livello internazionale, tra cui:
- Arianna Fontana (short track)
- Federazione Italiana Nuoto
- Lega Nazionale Professionisti B
- Arianna Errigo (scherma)
- Trentino Volley
- CONI
- 2012 World Football Challenge
- Sergey Konyushok
- Herbalife Triathlon Los Angeles
- AYSO (the American Youth Soccer Organization)
- Los Angeles Galaxy (club)
- IndyCar drivers Townsend Bell and E.J. Viso in the 2010 Indy 500
- Pumas (Messico)
- Club San Luis (Messico)
- FC Spartak Moscow, Official Sponsor
- CA Lanús, Official Sponsor
- Virat Kohli
- Saina Nehwal
- MC Mary Kom
- Nazionale di Calcio Belga
- Club Maccabi Haifa, Israeli Football club
- Botafogo de Futebol e Regatas football club
- Universidad San Martín (Perú)
- Velo Club LaGrange (Herbalife LaGrange Cycling Team)
- Lyngby Boldklub (Danimarca)
- Academica Coimbra man's professional football
- Rıza Kayaalp
- Lionel Messi
- Cristiano Ronaldo
- Hammarby IF, Swedish football club
- 2014 Ironman 70.3 Pucón, (Cile)
- Heather Anne Thomas
- Muangthong United, Official Sponsor
- Gyasi Zardes

## Filmografia
- 2016, Betting on Zero - regia di Ted Braun, in lingua inglese con sottotitoli in italiano, distribuito da Netflix.